# Nomada leucotricha
Nomada leucotricha là một loài Hymenoptera trong họ Apidae. Loài này được Strand mô tả khoa học năm 1914.